# 銳齒裔綿蟹
銳齒裔綿蟹（学名：Epigodromia acutidens）为綿蟹科裔綿蟹屬下的一个种。